# 李本舰
李本舰（1986年3月5日—），中国足球运动员，司职中场，目前效力于河南建业队。

## 俱乐部生涯
李本舰出道于广东名峰足球俱乐部，2004年曾经租借到新加坡职业足球联赛球队新麒队踢球。2005年，代表广东队参加十运会。
广东名峰队解散后，2006年1月9日，李本舰以30万人民币的身价加盟中超球队天津泰达。3月12日，李本舰在自己的第一场中超比赛中即取得进球，帮助泰达队客场3比2击败深圳金威队。2006赛季中，李本舰牢牢占据主力位置。但在9月10日天津泰达和大连实德的比赛中，李本舰因受伤提前下场，赛后被诊断为左踝韧带撕裂需进行手术治疗。虽然韧带修补手术成功，但李本舰只能缺席赛季剩余的联赛。
2007赛季，伤愈复出的李本舰没有得到新任主教练约瑟夫·雅拉宾斯基的信任，整个赛季都没有为天津队出场比赛。2007赛季结束后，天津泰达队和雅拉宾斯基续约，不符合雅拉宾斯基用人标准的李本舰被球队挂牌。2008年，李本舰被租借到中甲联赛的升级热门球队江苏舜天。李本舰在2008赛季出场23次打进6球，帮助舜天队提前7轮比赛冲超成功。
2009年，李本舰再次被天津泰达队挂牌出售。中超球队广州医药有意引进李本舰，而江苏舜天队也想挽留他留队。经过多次谈判后，2009年2月14日李本舰正式租借到广州医药队。李本舰在联赛前半段表现十分抢眼，前五轮即奉献四个助攻，在助攻榜上遥遥领先。但后半段状态回落，最终以出场24次进0球助攻4次的成绩结束2009赛季。
2010年，李本舰回归天津泰达队，被主教练阿里·汉安排在后腰位置。他在新位置表现出色，在2010赛季助攻数位居全队之首，帮助天津泰达队获得联赛亚军，这也是球队历史最好的联赛排名。2011赛季，李本舰的位置在后腰和左前卫轮转，他出场22次，打进1球，但天津泰达却在联赛中仅获得第10名的成绩。在11月19日的足协杯决赛中，李本舰作为主力左前卫出场，在比赛中利用任意球助攻于大宝打进反超比赛的一球，帮助球队2比1击败山东鲁能泰山，历史上首次获得足协杯冠军，也因此获得2012赛季亚冠联赛的参赛资格。
2016年，李本舰多次缺席训练，被天津泰达队于9月12日内部停赛。

## 荣誉
- 江苏舜天
  - 中国足球甲级联赛冠军：2008
- 天津泰达
  - 中国足协杯冠军：2011